# یمن جنوبی
یمن جنوبی با نام رسمی جمهوری دموکراتیک خلق یمن (به عربی: جمهوریة الیمن الدیمقراطیة الشعبیة) یک کشور جمهوری سوسیالیستی در جنوب یمن بود.
استانداردهای زندگی
علیرغم اقتصاد ضعیف، دولت یک سطح پایه‌ای از استاندارد زندگی را برای تمام شهروندان تضمین کرد و یک دولت رفاه ایجاد نمود. برابری درآمد بهبود یافت، فساد کاهش پیدا کرد و خدمات بهداشتی و آموزشی گسترش یافتند. به‌طور کلی، جمعیت از یک استاندارد زندگی پایه ولی مناسب برای همه برخوردار بودند.
آموزش
طبق گزارش یونسکو در سال ۱۹۸۵، آموزش در یمن دموکراتیک بهترین در شبه جزیره عربستان محسوب می‌شد و نرخ بی‌سوادی تنها ۲ درصد از جمعیت بود.
حقوق زنان
حقوق زنان تحت حکومت سوسیالیستی بهترین در منطقه محسوب می‌شد. زنان به‌طور قانونی با مردان برابر شدند و تشویق به کار در حوزه عمومی شدند؛ چندهمسری، ازدواج کودکان و ازدواج‌های ترتیب داده‌شده ممنوع شد؛ و حقوق برابر در طلاق به‌صورت قانونی به رسمیت شناخته شد.